# Vivian Stanshall
Vivian "Viv" Stanshall, nato Victor Anthony Stanshall (Oxford, 21 marzo 1943 – Londra, 5 marzo 1995), è stato un cantante, pittore e poeta britannico.

## Biografia
È famoso per essere stato membro della Bonzo Dog Doo-Dah Band e dei Grimms e per la sua surreale esplorazione della borghesia britannica in Sir Henry at Rawlinson End, nonché per la celebre parte del "maestro di cerimonie" che annuncia gli strumenti in Tubular Bells di Mike Oldfield.
Stanshall è morto nel 1995 carbonizzato dopo un incendio nel suo appartamento di Londra. Sebbene Stanshall spesso fumasse e bevesse a letto e desse anche fuoco alla sua lunga barba, preoccupando sua moglie e gli amici, il medico legale scoprì che l'incendio era stato causato da un impianto elettrico difettoso situato vicino al letto.

## Discografia

### Con la Bonzo Dog Doo-Dah Band
- 1967: Gorilla
- 1968: The Doughnut in Granny's Greenhouse
- 1969: Tadpoles
- 1969: Keynsham
- 1972: Let's Make Up and Be Friendly

### Con i Grimms
- 1973: Grimms
- 1973: Rockin' Duck
- 1976: Sleepers

### Solista
- 1974: Men Opening Umbrellas Ahead
- 1978: Sir Henry at Rawlinson End
- 1981: Teddy Boys Don't Knit
- 1984: Sir Henry at Ndidi's Kraal